# Bad Religion (песня Godsmack)
«Bad Religion» (с англ. — «Плохая религия») — четвёртый и последний сингл группы Godsmack, с дебютного одноимённого альбома. После теракта 11 сентября 2001 года Радио-конгломерат Clear Channel Communications выпустил меморандум Clear Channel 2001 года, список 150 песен Clear Channel, рекомендованных к удалению из эфира. «Bad Religion» была в списке.

## О песне
По словам вокалиста Godsmack Салли Эрны, практикующего Викку, в песне есть послание против абортов. — «Ты даже не знаешь меня, и всё же решила убить? Послушай, я здесь. Я живу внутри тебя. Меня нельзя игнорировать» — сказал Эрна

## Позиции в чартах
Синглы Billboard (США)
| Год  | Чарт                   | Высшая позиция |
| ---- | ---------------------- | -------------- |
| 2000 | Mainstream Rock Tracks | 8              |
| 2000 | Modern Rock Tracks     | 32             |